# Hugo Primas de Orleans

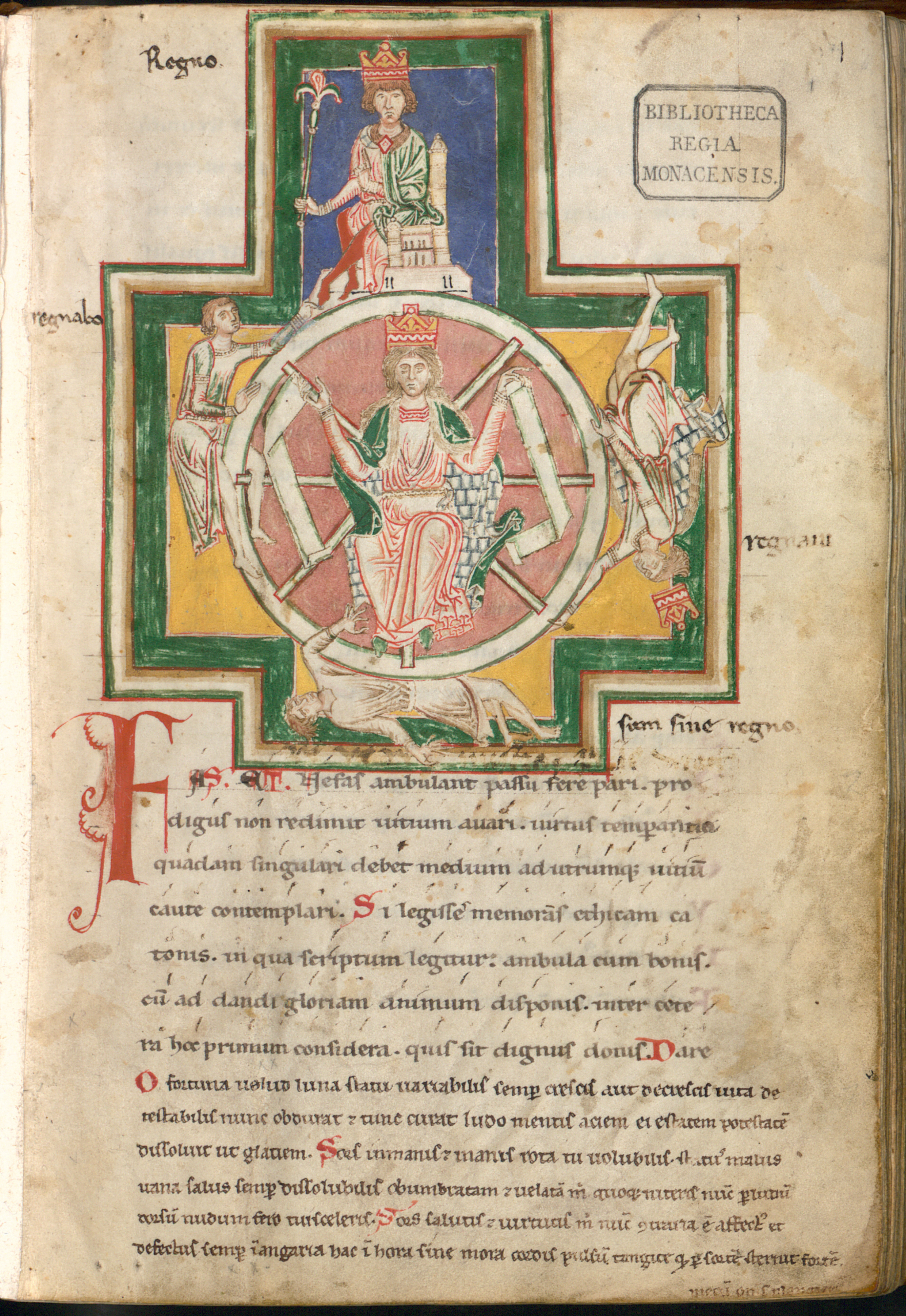
La rueda de la fortuna en el Carmina Burana (siglos XI-XIII), manuscrito que posee una colección de poemas y cantos goliardos, algunas de cuyas obras son atribuidas a Hugo "Primas". El original se encuentra en la Bayerische Staatsbibliothek de Múnich.

Hugo Primas de Orleans fue un poeta lírico latino del siglo XII perteneciente a la corriente de la literatura goliardesca. Clérigo erudito procedente de Orleans, recibió el sobrenombre de Primas, "el Primado", por sus colegas de la Universidad de París. Nació en la década de 1090, estableciendo su muerte los autores hacia 1160. Llevó una vida disipada en su juventud; en su vejez, arruinado y enfermo, fue acogido por los clérigos de Orleans en un asilo (hospitium) del que es expulsado tiempo después. Junto a su contemporáneo más joven, el Archipoeta, abrió un nuevo periodo en la literatura latina.

## Apuntes literarios
La más antigua y mejor conocida fuente sobre su vida, es un pasaje de la Crónica de Ricardo de Poitiers, del año 1142:

En aquellos días prosperó en París un académico llamado Hugo -cuyos colegas apodaron "el Primado"-, desgraciado en aspecto, deforme de cara. Se había imbuido de literatura secular desde sus primeros años, y su renombre creció radiante en provincias diversas, gracias a su elegante ingenio y sensibilidad literaria. Entre sus compañeros fue el más distinguido y agudo escribiendo versos, como demuestra el que presto compuso para ser recitado, provocando las carcajadas de todo aquel que le rodeaba, y referente a una desvencijada capa que cierto obispo le había regalado: "De Hugo, Primado de Orleans: Hoc indumentum / tibi quis dedit? An fuit emptum? "

Hugo Primas es también nombrado en la Crónica de Francesco Pippino, y se cree es interpretado por "Primasso", uno de los personajes del Decamerón de Bocaccio.
Otros escritores medievales son parcos sobre su biografía, mencionando poemas del autor, pero raramente citándolos de forma expresa. Es por esto que los investigadores modernos fueron incapaces de atribuir trabajo alguno a Hugo Primas hasta que, en 1906, Wilhelm Meyer descubrió un poema que contenía el nombre de "Primas". Meyer estableció que el manuscrito de Oxford que contenía ese poema, poseía otros veintidós atribuibles al goliardo, incluyendo siete que contenían la firma interna "Primas".
Los veintitrés poemas identificados por Meyer, y editados por él en 1907, actualmente son aceptados como trabajos de Hugo de Orleans, si bien autores como A. G. Rigg dudan de la atribución de algunos de ellos.

## Relación de los veintitrés poemas atribuidos
1. Hospes erat michi se plerumque professus amicum
2. Pontificum spuma, fex cleri, sordida struma
3. Orpheus Euridice sociatur, amicus amice
4. Flare iube lentos et lenes, Eole, ventos
5. Ulceribus plenus victum petit eger, egenus
6. Idibus his Mai miser exemplo Menelai (de amica Flora perdita)
7. Quid luges, lirice, quid meres pro meretrice (de eadem et de natura meretricum)
8. Jussa lupanari meretrix exire, parari
9. Urbs erat illustris, quam belli clade bilustris (Troia a Graecis capta)
10. Post rabiem rixe redeunte bilustris Ulixe
11. Primas pontifici: Bene quod sapis audio dici (licet pontifici bene potare)
12. Res erit archana de pellicia veterana
13. Me ditavit ita vester bonus archilevita
14. In cratere meo Thetis est sociata Lieo (de amore et vino non miscendis)
15. Vir pietatis inops, cordis plus cortice duri
16. Iniuriis contumeliisque concitatus
17. Alta palus, mea parva salus, etasque senilis
18. Ambianis, urbs predives
19. Egregius dedit hanc iuvenis clamidem sine pelle
20. Auxilio pellis clades inimica puellis
21. A ducibus Primas petiit duo dona duobus
22. Dels ego: quinque tulit solidos mulier peregrina
23. Dives eram et dilectus [poema escrito tras su expulsión del hospicio de Orleans].